# Manoir des sciences de Réaumur
Le Manoir des sciences situé à Réaumur (Vendée), propriété de la communauté de communes du Pays-de-Pouzauges propose un parcours muséographique dans l'univers de René-Antoine Ferchault de Réaumur (1683-1757), grand savant du XVIIIe siècle, 40 ans à la tête de l'Académie royale des sciences de Paris.
On peut y découvrir, au cours de la visite les études et les inventions de ce personnage curieux et passionné : thermomètre, ruche vitrée, poussinière, métaux, minéraux...
L'étage s'ouvre sur les jardins et sur le monde. Réseau des correspondants de Réaumur partis pour diverses expéditions et découvertes, cabinet d'histoire naturelle, labo pour expériences scientifiques
Parmi les activités proposées, des ateliers « Deviens savant » permettent aux enfants de 6 à 12 ans de réaliser des expériences scientifiques. Chaque année une exposition entre arts et sciences invite le public à prolonger sa visite au manoir.
Espace cafés, lecture, jeux dans les dépendances du logis.